# 素滴しぼり
素滴しぼり（すてきしぼり）は、富永貿易より販売されている缶チューハイ。2018年4月現在、製造はアシードブリュー株式会社 宇都宮飲料工場が行っている。

## ラインナップ
- 果汁100%チューハイ ピンクグレープフルーツ （2016年秋に発売）
- 果汁100%チューハイ 白ぶどう （2016年秋に発売）
- 果汁100%チューハイ りんご （2017年10月10日発売[2]）
- グレープフルーツ果汁たっぷり 28%（2013年春頃に発売。製造：大東乳業）